# Victor Goddard
Robert Victor Goddard (6 février 1897 - 21 janvier 1987) est un militaire britannique, haut commandant dans la Royal Air Force pendant la Seconde Guerre mondiale.
Goddard est connu pour avoir déclaré avoir eu des visions au cours d'une tempête ; le film The Night My Number Came Up a repris son histoire en 1955.

## Biographie

### Jeunesse
Goddard est né à Wembley, il est le fils de Charles Goddard. Après avoir étudié à la St George's School, Harpenden, il va à la Royal Naval Colleges à Osborne et Dartmouth. Il sert comme aspirant de marine dans la première année de la Première Guerre mondiale et, en 1915, rejoint le Royal Naval Air Service. À cette époque, il rencontre son ami Barnes Wallis. Pendant une période, il est de patrouille dans des dirigeables, puis en 1916 il commande des vols de reconnaissance sur le champ de bataille de la Somme.

### Entre-deux-guerres
En 1921, Goddard est sélectionné pour enseigner l'ingénierie au Jesus College, Cambridge, puis étudie à l'Imperial College London avant de retourner à Cambridge en 1925 en tant qu'instructeur à l'University Air Squadron. Après avoir obtenu son diplôme de la Marine royale en 1929, il commande un escadron de bombardiers en Irak. Il retourne en Angleterre en 1931 en tant qu'instructeur en chef des officiers des cours d'ingénierie. Il est ensuite au Collège d'état-major jusqu'en 1935, quand il est nommé directeur adjoint du renseignement au Ministère de l'Air. Il occupe ce poste jusqu'au déclenchement de la Seconde Guerre mondiale.
Goddard affirme par la suite avoir eu une vision en 1935, en Écosse. Alors que l'aérodrome était abandonné à l'époque, Goddard l'aurait vu comme il apparaîtra en 1939, après sa réactivation.

### Seconde Guerre mondiale

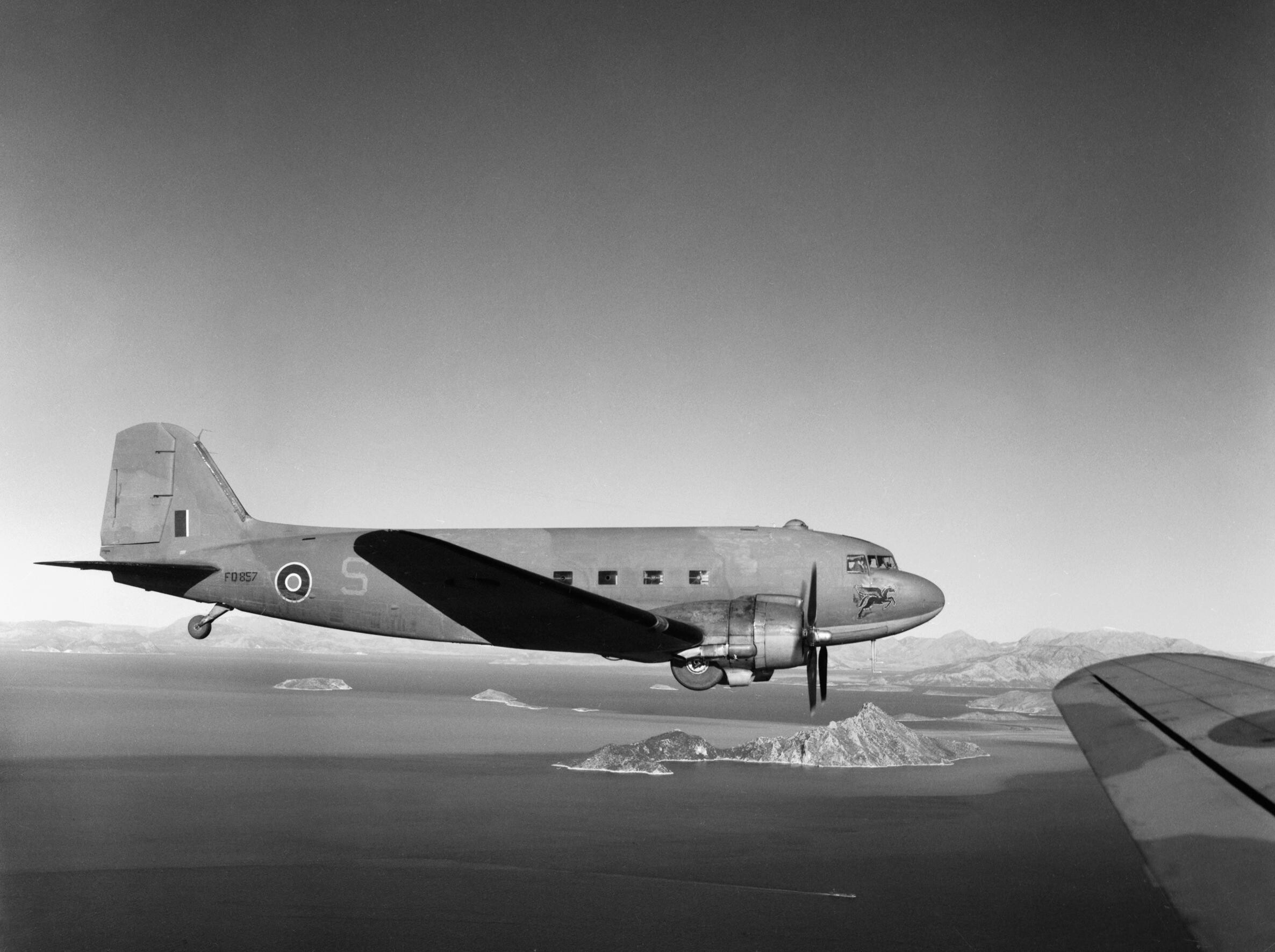
RAF Douglas Dakota de transport similaire à l'avion dans lequel Goddard a survécu à un crash en 1946.

Goddard va en France en 1939 avec le corps expéditionnaire britannique. Il est nommé officier d'état-major de l'armée de l'air l'année suivante et joue un rôle majeur dans la préservation de l’espace aérien Britannique face aux attaques allemandes. Quand il revient, il devient directeur de la coopération militaire au Ministère de l'Air, responsable de la modernisation du support aérien et des forces aéroportées dans la Royal Air Force.
En septembre 1941, peu de temps avant l'attaque de Pearl Harbor, il est nommé Commodore de l'Air, Chef de l'état major de la Force aérienne royale néo-zélandaise. En tant que commandant de la RNZAF dans le Pacifique Sud et le seul commandant britannique dans la région, son rôle est important dans les opérations contre les Japonais. Sous le commandement de l'amiral Halsey, de l'US Navy, il commande la RNZAF dans la Bataille de Guadalcanal et la campagne des îles Salomon, pour lesquelles il reçoit la Médaille de Service.

### Fin de carrière
Goddard prend sa retraite en 1951, et devient directeur de l'Université de Cranfield, où il reste jusqu'en 1954. Il est également gouverneur de St George's School Harpenden (en) et de Bryanston et président de l'Airship Association de 1975 à 1984.
Il encourage George Trevelyan à promouvoir le Wrekin Trust (en), un organisme pour l'éducation spirituelle en 1971. Il passe une grande partie de son temps en retraite spirituelle. Il devient convaincu de la réalité du monde de l'esprit. Il passe de nombreuses années à étudier, et donne des conférences sur les soucoupes volantes. Le 3 mai 1969, il donne une conférence sur les Ovnis à Caxton Hall à Londres, qui est interprétée comme une expression de l'inter-hypothèse[Quoi ?].
Goddard plaide pour la perception extrasensorielle et d'autres phénomènes paranormaux dans son livre Vol vers la réalité (1975). Ses idées sont contestées par les sceptiques.

## Distinctions
- Chevalier commandeur de l'Ordre du Bain

## Publications
- L'Énigme de la menace (1959)
- Vol vers la réalité (1975)
- Ciel de Dunkerque (1982)